# Fräkentjärnen (Örträsks socken, Lappland)
Fräkentjärnen är en sjö i Lycksele kommun i Lappland och ingår i Öreälvens huvudavrinningsområde.